# Pudor
Pour plus de détails, voir Fiche technique et Distribution.
Pudor est un film espagnol réalisé par David Ulloa et Tristán Ulloa, sorti en 2007.

## Synopsis
L'histoire d'une famille bourgeoise : le père cache sa maladie incurable, la mère reçoit des messages anonymes à caractère sexuel, le fils voit des fantômes, la fille est en pleine adolescence et le grand-père vit une histoire d'amour.

## Fiche technique
- Titre : Pudor
- Réalisation : David Ulloa et Tristán Ulloa
- Scénario : Tristán Ulloa d'après le roman de Santiago Roncagliolo
- Musique : David Crespo
- Photographie : David Omedes
- Montage : Nacho Ruiz Capillas
- Production : José Antonio Félez
- Société de production : Tesela Producciones Cinematográficas
- Pays :  Espagne
- Genre : Drame
- Durée : 106 minutes
- Dates de sortie : 
  -  Espagne : 13 avril 2007

## Distribution
- Celso Bugallo : la grand-père
- Joaquín Climent : Juan Luis
- Héctor Colomé : M. Brown
- Nuria González : Pilar
- María Florentina Antón : la grand-mère
- Lorena Mateo : Carolina
- Alejandra Lorenzo : Vero
- Elvira Mínguez : Julia
- Nancho Novo : Alfredo
- Fran Piñero : Javi
- Natalia Rodríguez : Marisa
- Carolina Román : Gloria
- Marcos Ruiz : Sergio
- María Rosario Tijero : Irene

## Distinctions
Le film a été nommé pour deux prix Goya.